# Zöbern
Zöbern är en ort och kommun  i Österrike. Den ligger i distriktet Neunkirchen i förbundslandet Niederösterreich, 80 kilometer söder om huvudstaden Wien.
Kommunen består av sex orter (Ortschaften) (inom parentes invånarantal 1 januari 2024):
- Kampichl (236)
- Maierhöfen (58)
- Pichl (111)
- Schlag (74)
- Stübegg (195)
- Zöbern (707)